# Francisco Alvarado Arellano
Pour le philosophe dominicain espagnol, voir Francisco Alvarado.
Francisco Alvarado Arellano est un militaire et homme politique vénézuélien, né à San José de los Llanos le 16 juin 1840 et mort à Caracas le 5 octobre 1917.

## Biographie
Fils de José Ignacio Alvarado et María Encarnación Arellano, il naît dans une petite localité de l'État de Táchira et entre à l'école de Lobatera. En 1853, il rejoint Cúcuta et travaille dans une pharmacie pour financer ses études. Il a 18 ans quand éclate la Guerre fédérale en 1859 alors qu'il fait commerce de bêtes d'élevage à Pregonero. Il rejoint les forces fédérales commandées par le général Pedro Manuel Rojas (es) dans l'État de Barinas, aux côtés duquel il combat pendant les cinq années de la guerre. Il finit avec le grade de général et commence sa carrière politique à l'échelle régionale. D'abord nommé préfet de Táriba, il est élu député pour l'État de Táchira en 1867.
À l'avènement de la Revolución azul (es) en 1868, il s'exile à Cúcuta. À l'arrivée au pouvoir d'Antonio Guzmán Blanco en 1870, il revient dans l'État de Táchira dont il est nommé procureur général puis chef des armées. Il est nommé délégué pour son État à l'Assemblée nationale constituante du Grand État des Andes basée à Timotes. Entre 1884 et 1885, il est nommé gouverneur de l'État de Táchira. En juin 1886, Jorge Torcuato Colina prend le contrôle de l’État et Alvarado Arellano est nommé président du Grand État des Andes à la fin de l'année.
Après un court exil en Colombie, il revient au Venezuela et compte parmi les anti-Guzmán au Congrès national en tant que sénateur pour l'État de Táchira. En 1888, il s'installe dans la capitale Caracas. En 1889, le président Ignacio Andrade lui confie la direction d'une division pour combattre l'invasion de Cipriano Castro jusqu'à la démission d'Andrade. Il effectue ses dernières actions militaires à la bataille de Cordero le 28 juillet 1899.
Retraité de la politique, il écrit les Mémoires d'un Tachirense au XIXe siècle où il relate la vie agitée d'un homme en période de violence. Il meurt à Caracas en 1917 dans un état d'extrême pauvreté.

## Œuvres

### Littérature
- Memorias de un tachirense del siglo XIX (Mémoires d'un Tachirense au XIXe siècle, en français).

## Sources
- (es) Cet article est partiellement ou en totalité issu de l’article de Wikipédia en espagnol intitulé « Francisco Alvarado Arellano » (voir la liste des auteurs).